# 大阪府道203号富田林狭山線
大阪府道203号富田林狭山線（おおさかふどう203ごう とんだばやしさやません）は、大阪府富田林市から大阪狭山市に至る一般府道である。

## 概要
富田林市常盤町から大阪狭山市池尻中3丁目に至る。
起点付近に狭隘道路区間がある。また富田林市内（寿町4丁目）には一方通行区間も存在する。国道170号（新道）との交点では、国道170号の中央分離帯があるために、同交点を直接横断することはできない。

### 路線データ
- 起点：大阪府富田林市常盤町（西口駅前交差点、国道170号旧道交点）
- 終点：大阪府大阪狭山市池尻中3丁目（大阪府道26号大阪狭山線交点）

## 路線状況

### 重複区間
- 大阪府道202号森屋狭山線（富田林市小金台1丁目・小金平交差点 - 富田林市小金台3丁目）
- 国道309号（富田林市小金台3丁目 - 富田林市向陽台4丁目・向陽台西 / 向陽台東交差点）
- 大阪府道198号河内長野美原線（大阪狭山市東池尻4丁目）

### 道路施設

#### 橋梁
- 五軒屋橋（東除川、大阪狭山市）

## 地理

### 通過する自治体
- 大阪府
  - 富田林市 - 大阪狭山市

### 交差する道路
| 交差する道路                                                | 市町村名   | 交差する場所 | 交差する場所        |
| ----------------------------------------------------------- | ---------- | ------------ | ------------------- |
| 国道170号 / 旧道 大阪府道20号枚方富田林泉佐野線 重複        | 富田林市   | 常盤町       | 西口駅前交点 / 起点 |
| 国道170号 / 新道 大阪府道202号森屋狭山線 重複               | 富田林市   | 美山台       |                     |
| 大阪府道202号森屋狭山線 重複区間起点                        | 富田林市   | 小金台1丁目  | 小金平交差点        |
| 国道309号 重複区間起点 大阪府道202号森屋狭山線 重複区間終点 | 富田林市   | 小金台3丁目  |                     |
| 国道309号 重複区間終点                                      | 富田林市   | 向陽台4丁目  | 向陽台西交差点      |
| 国道309号 重複区間終点                                      | 富田林市   | 向陽台4丁目  | 向陽台東交差点      |
| 大阪府道198号河内長野美原線 重複区間起点                    | 大阪狭山市 | 東池尻4丁目  |                     |
| 大阪府道198号河内長野美原線 重複区間終点                    | 大阪狭山市 | 東池尻4丁目  |                     |
| 大阪府道26号大阪狭山線                                      | 大阪狭山市 | 池尻中3丁目  | 終点                |

### 交差する鉄道
- 近鉄長野線
- 南海高野線

### 沿線
- 近鉄長野線 富田林西口駅
- 富田林市立第一中学校
- 大阪府立河南高等学校
- 富田林市立市民総合体育館
- 狭山水みらいセンター
- 狭山里道架道橋（南海高野線） - 「大阪狭山市域の南海電鉄煉瓦造暗渠群」の1つとして、2020年（令和2年）に土木学会選奨土木遺産に認定された[1]。